# Jaelene Hinkle
Jaelene Hinkle (Denver, Colorado, Estados Unidos; 28 de mayo de 1993) es una exfutbolista estadounidense. Jugaba como defensora y su último equipo fue el North Carolina Courage de la National Women's Soccer League (NWSL) de Estados Unidos.

## Trayectoria
En 2018, Hinkle fue incluida en el Mejor Once de la NWSL de los meses marzo y abril.
En noviembre de 2020, anunció su retiro del fútbol.

## Estadísticas

### Clubes
| Club                   | País           | Año         |
| ---------------------- | -------------- | ----------- |
| Western New York Flash | Estados Unidos | 2015 - 2016 |
| North Carolina Courage | Estados Unidos | 2017 - 2020 |

## Palmarés

### Títulos nacionales
| Título                         | Club                   | País           | Año  |
| ------------------------------ | ---------------------- | -------------- | ---- |
| National Women's Soccer League | Western New York Flash | Estados Unidos | 2016 |
| National Women's Soccer League | North Carolina Courage | Estados Unidos | 2018 |
| National Women's Soccer League | North Carolina Courage | Estados Unidos | 2019 |

### Títulos internacionales
| Título                           | Club           | País           | Año  |
| -------------------------------- | -------------- | -------------- | ---- |
| Copa SheBelieves                 | Estados Unidos | Estados Unidos | 2016 |
| Preolímpico femenino de Concacaf | Estados Unidos | Estados Unidos | 2016 |